# Séquence Alu
Pour les articles homonymes, voir Alu.
Une séquence Alu est un court fragment d'ADN appartenant à la famille des éléments nucléaires dispersés courts ou SINE (short interspersed nuclear element). Elles sont caractérisées par la présence d'un site de restriction de l'endonucléase de restriction AluI (5'-AGCT-3'). Elle provient de la rétrotransposition de l'ARN 7SL (Cet ARN non codant fait normalement partie du complexe appelé particule de reconnaissance du signal, qui intervient lors de la synthèse par le ribosome des protéines membranaires et des protéines excrétées) qui a eu lieu chez l'ancêtre commun des Euarchontoglires. Cette séquence a évolué en séquence Alu chez les primates. Elle est longue d'environ 300 pb et ne comporte aucun gène.
On pense que certaines séquences Alu sont capables de se transposer dans le génome. Elles seraient transcrites en ARN par l'ARN polymérase III avant d'être rétrotransposées ADN, en utilisant la machinerie des éléments LINE-1, d'autres séquences répétées appartenant à la famille des éléments nucléaires dispersés longs.
Les séquences Alu sont les répétitions dispersées (ou éléments mobiles) les plus abondants du génome humain (1 090 000 séquences Alu), réparties dans l'ensemble des chromosomes, ce qui représente environ 10 % du génome humain. À titre de comparaison, l'ensemble des SINE (comprenant les séquences Alu, MIR et MIR3) équivaut à 13,14 % du génome humain.
Les séquences Alu peuvent se regrouper en plusieurs catégories, de séquences nucléotidiques légèrement différentes. Les deux principaux groupes sont appelés AluJ et AluS. La première est la plus ancienne dans notre génome et serait apparue il y a environ 65 millions d'années, elle est aujourd'hui largement inactive. La famille AluS est apparue plus récemment, il y a environ 30 millions d'années, et contient encore certaines séquences actives, c'est-à-dire capables de transposition dans notre génome. Un sous-groupe d'AluS, appelé AluY contient en particulier le plus grand nombre de ces éléments actifs.
Des insertions de séquences Alu ont été impliquées dans plusieurs maladies humaines héréditaires et dans plusieurs formes de cancer.
L'étude de séquences Alu a joué un rôle important dans l'étude génétique des populations humaines et de l'évolution des primates dont celle d'Homo sapiens. Notamment, la perte de la queue des hominoïdes (qui comprennent les humains et les singes) qui « est l’un des changements anatomiques les plus notables, survenus le long de la lignée évolutive menant aux humains et aux « singes anthropomorphes » », déjà signalé par Darwin, en 1871; Selon Bo Xia et ses collègues (2024), ce changement s'est fait il y a environ 25 millions d’années, quand la lignée hominoïde a divergé des anciens singes de l’Ancien Monde. Il ne nous a laissé que 3 à 5 vertèbres caudales qui forment, chez les humains modernes, le coccyx. avec un rôle proposé dans la contribution à la bipédie humaine,,. Pourtant, le mécanisme génétique qui a facilité l’évolution de la perte de queue externe chez les hominoïdes est resté longtemps inconnu.

On sait maintenant qu'il est due à la présence d'une séquence Alu sur le 6e intron (gène TBXT) TBXT,,, qui a pour effet que l'exon no 6 soit inclus dans une boucle puis excisé lors de la maturation de l'ARN messager (on parle d'épissage génétique, et celui ci est spécifique aux hominoïdes). 
Cette présence résulte probablement d'un accident génétique qui se serait produit dans une très petite population (en situation, donc, de « goulet d'étranglement ») il y a environ 25 millions d'années,. Chez la souris de laboratoire génétiquement modifiée, le transcrit sauté d’exon suffit à induire un phénotype de souris sans queue, avec des anomalies du tube neural évoquant une maladie retrouvée chez environ 1 nouveau-né sur 1 000 chez l’homme. L’évolution qui a conduit à la perte de queue chez les pourrait donc avoir été associée à un coût adaptatif (potentiel accru d’anomalies du tube neural, qui continuerait d’affecter la santé de la population humaine.